# István Gergely
István Gergely (* 20. August 1976 in Dunajská Streda, Tschechoslowakei) ist ein ehemaliger ungarischer Wasserballer.
Der zwei Meter große Torwart begann in der Tschechoslowakei mit dem Wasserball. Mit Novaky wurde Gergely 1996 und 1997 slowakischer Meister. Über Italien und Spanien wechselte er nach Budapest, wo er für Domino-BHSE spielt, den Wasserballverein von Honved. Mit diesem Verein wurde er 2003 und 2004 ungarischer Meister.
Nachdem er 130 Länderspiele für die Slowakei absolviert hatte, nahm der ungarischstämmige Spieler die ungarische Staatsangehörigkeit an und fungierte ab 2003 als Ersatztorwart für Zoltán Szécsi in der ungarischen Nationalmannschaft. Gleich bei seinem ersten großen Turnier wurde er Weltmeister und 2004 stand er in der Mannschaft des Olympiasiegers von Athen.
Nach dem zweiten Platz bei der Weltmeisterschaft 2005 war Gergely nicht mehr in der Nationalmannschaft aktiv. Kurz vor den Olympischen Spielen 2008 wurde er wieder für die Nationalmannschaft nominiert. In Peking gehörte er dem Kader an, der den dritten ungarischen Olympiasieg in Folge erkämpfte.